# Franciscus Sylvius
Franciscus Sylvius (ursprungligen de le Boë), född 15 mars 1614 i Hanau, död 16 november 1672 i Leiden, var en nederländsk läkare.
Sylvius blev medicine doktor i Basel 1637, praktiserade i Hanau, Leiden och Amsterdam, kallades 1660 till professor vid universitetet i Leiden, där han som en av de första kliniska lärarna samlade en stor skara lärjungar och blev en förkämpe för den så kallade iatrokemiska skolan, varjämte han ivrigt omfattade William Harveys upptäckt av blodomloppet. Hans samlade skrifter utgavs i många upplagor, bland annat i Amsterdam 1679, i Genève 1680 och i Paris 1771.